# Proces zestawiania połączenia głosowego w sieciach GSM i UMTS
Proces zestawiania połączenia głosowego w sieciach GSM i UMTS przebiega w sieci radiowej (ang. Radio Access Network) i szkieletowej (ang. Core Network). Artykuł opisuje scenariusze pokrywające zdarzenia w obu rodzajach sieci, ale detale związane z przesyłaniem konkretnych danych związanych z nawiązaniem połączenia uwzględnione są tylko dla sieci szkieletowej (działającej tak samo dla obu rodzajów sieci – GSM i UMTS). Szczegółowy mechanizm zestawiania połączenia w sieciach radiowych obu systemów jest opisany w osobnych artykułach.
Artykuł jest związany z zestawieniem połączenia głosowego pomiędzy abonentami (GSM i UMTS), ale dokładnie te same mechanizmy wykorzystywane są do zestawienia wideorozmowy (UMTS).

## Ogólny zarys
Poniżej znajduje się ogólny opis mechanizmów używanych do zestawienia połączenia w sieciach telekomunikacyjnych. Dla przejrzystości opisu nie uwzględniono funkcjonalności związanej z „przenoszeniem numerów” pomiędzy operatorami (jest ona opisana w rozdziale Szczegóły związane z wykorzystaniem sygnalizacji SS7 w sieci szkieletowej).

### Analiza B numeru
Analiza B numeru (ang. B number Analysis) wykonywana jest przez centrale telefoniczne w celu odnalezienia łączy, dzięki którym proces zestawiania połączenia mógłby być przeprowadzony od centrali do której podłączony jest abonent, który zainicjował rozmowę aż do centrali, która obsługuje abonenta do którego wykręcono numer (B number). Podczas takiej analizy poszczególne centrale:
- wybierają łącze, którym połączenie powinno być przekazane innej centrali (lub zestawione do abonenta, jeśli jest do nich bezpośrednio podłączony),
- sprawdzają czy analizowany numer jest odpowiedniej długości i w odpowiednim formacie (w przypadku niezgodności odgrywana jest odpowiednia informacja o problemie z zestawieniem połączenia),
- modyfikują (obcinają ostatnie cyfry, dodają inne itp.) numer przed przesłaniem go do innej centrali,
- inicjują tworzenie Call Detail Recordów, które potem odpowiednio przetwarzane przez Billing Center są podstawą do naliczania opłat.

Poniżej znajduje się prosty przykład Analizy B Numeru w sieci stacjonarnej zakończonej odnalezieniem abonenta, do którego nastąpiła próba zestawienia połączenia (uwaga: scenariusz jest uproszczony, stworzony dla potrzeb przedstawienia idei analizy b numeru).
1. Abonent wykręca numer 042675236.
2. Lokalna centrala, do której jest podłączony, generuje Call Detail Record (CDR), sprawdza format numeru, na podstawie jego analizy wybiera łącze, którym połączenie trafia do odpowiedniej centrali międzystrefowej.
3. Centrala międzystrefowa, generuje CDR, analizuje i modyfikuje numer, na bazie jego analizy wybiera łącze do centrali lokalnej w Łodzi.
4. Centrala w Łodzi rozpoznaje numer jako lokalny, realizuje połączenie do obsługiwanego przez nią abonenta.

### Uwzględnienie specyfiki sieci mobilnej
Analiza B numeru używana z powodzeniem w telefonii stacjonarnej, nie może być w ten sam sposób wykorzystana w sieciach komórkowych. Mobilność użytkownika końcowego oznacza, że może być on obsługiwany przez różne centrale w zależności od miejsca w którym się aktualnie znajduje, więc idea powiązania jego numeru MSISDN z konkretną centralą staje się tutaj nieprzydatna.
Aby rozwiązać ten problem, do zestawienia połączenia w sieciach komórkowych używa się dodatkowych elementów infrastruktury telekomunikacyjnej: Home Location Register i Visitor Location Register.
Poniższy rysunek przedstawia sieć GSM/UMTS odpowiedzialną za zestawienie połączenia głosowego.
- BTS (używany w GSM) i Node B (używany w UMTS) – stacje nadawczo odbiorcze oferujące użytkownikom końcowym dostęp radiowy do sieci.
- BSC (Base Station Controller – używany w GSM) i RNC (Radio Network Controller – używany w UMTS) – kontrolery stacji nadawczo odbiorczych. Zazwyczaj jeden BSC lub RNC kontroluje kilkaset BTS/Node B.
- MSC (Mobile Switching Centre) – cyfrowa centrala telefoniczna przystosowana do pracy w sieciach komórkowych.
- GMSC (Gateway Moblie Switching Centre) / TSC (Transit Switching Centre) – centrala MSC z dodatkową funkcjonalnością, dzięki której może kontaktować się z bazą HLR i kierować połączenia do abonentów własnej sieci. Jeśli do danego abonenta zestawiane jest połączenie (z jego własnej sieci, innej sieci PLMN lub PSTN), zawsze kierowane ono jest do GMSC/TSC w jego macierzystej sieci, nawet gdy znajduje się w danym momencie w roamingu. Od operatora zależy, które z MSC zdefiniowane zostaną jako GMSC/TSC (może też zdefiniować w ten sposób wszystkie MSC w swojej sieci).
- VLR (Visitor Location Register) – baza danych związana z MSC. W sieci istnieją zawsze pary MSC-VLR. Baza ta przechowuje informacje o abonentach, którzy w danym momencie znajdują się na obszarze obsługiwanym przez to MSC. Część z tych informacji jest kopiowana z HLR w momencie, gdy abonent pojawia się w „zasięgu” danego MSC, inne, takie jak jego lokalizacja są zmieniane już później.
- HLR (Home Location Register) – baza danych, która przechowuje informacje o abonentach, którzy należą do danej sieci. Między innymi numer IMSI, MSISDN, informacje o wykupionych usługach, informacje o MSC, które aktualnie obsługuje abonenta, informacje o jego statusie (np. telefon jest wyłączony, telefon jest włączony do sieci).

Scenariusz zestawiania rozmowy:
1. Gdy użytkownik włącza komórkę, poprzez stacje bazową i związany z nią BSC (RNC) przesyła informację do kontrolującego dany obszar MSC, które rejestruje go w związanym ze sobą VLR. VLR wysyła informację do HLR, które może dzięki temu zarejestrować adres VLR i związanego z nim MSC, które obsługują danego abonenta. Ta sama procedura zostanie wykonana także, gdy użytkownik przemieści się na obszar kontrolowany przez inne MSC/VLR. Dzięki temu HLR zawsze zna adres centrali która w danym momencie obsługuje konkretnego użytkownika będącego abonentem sieci obsługiwanej przez dane HLR.
2. Użytkownik A (zarejestrowany w MSC 1) wybiera numer MSISDN użytkownika B. Na bazie Analizy B numeru wykonanej na numerze MSISDN użytkownika B, MSC 1 potrafi ocenić jaka jest macierzysta sieć użytkownika B i przekierować połączenie do GMSC w niej się znajdującego.
3. GMSC kontaktuje się z HLR (również znajdującym się w macierzystej sieci użytkownika B). HLR ma zapisany adres VLR związanego z MSC obsługującego w danym momencie abonenta B. Wysyła do tego VLR (w tym wypadku będzie to VLR związany z MSC 2) zapytanie o Mobile Station Roaming Number (MSRN) (zobacz tabelkę Idea wykorzystania numerów MSRN) dla użytkownika B.
4. VLR na czas zestawienia rozmowy z dostępnej puli numerów MSRN wybiera jeden numer, przyporządkowuje go do numeru MSISDN który przyszedł w zapytaniu z HLR opisanym w podpunkcie 3), po czym zwraca ten numer do HLR, które przekazuje go do GMSC.
5. GMSC może na bazie analizy B numeru przeprowadzonej na otrzymanym numerze MSRN przekierować rozmowę do MSC 2.
6. MSC 2 odpytuje się VLR o MSISDN powiązane z numerem MSRN na który przyszło żądanie zestawienia połączenia.
7. VLR zwraca tę informację wraz z dokładniejszą lokalizacją użytkownika B (informacja o obszarze na którym znajduje się dany abonent przechowywany jest właśnie w VLR), a numer MSRN przekaże z powrotem do puli wolnych numerów które mogą służyć do wykorzystania podczas zestawiania połączeń.
8. MSC 2 poprzez BSC/RNC i stacje bazowe zestawi połączenie z użytkownikiem B.

Uwaga 1: W powyższym scenariuszu GMSC i HLR znajduje się w macierzystej sieci użytkownika B. MSC 1 i MSC 2 mogą znajdować się w dowolnych sieciach, użytkownicy A i B mogą znajdować się we własnej sieci lub w roamingu, nie wpływa to na przedstawiony opis (w szczególności Mobile Station Roaming Number przesyłany jest także wtedy, gdy użytkownik znajduje się we własnej sieci).
Uwaga 2: MSC 1, MSC 2 i GMSC są przedstawione jako trzy osobne MSC, ale w niektórych przypadkach w zestawieniu połączenia może brać udział mniejsza ilość tego typu elementów sieciowych. W szczególności jeśli użytkownicy A i B są abonentami tego samego operatora, są zarejestrowani na terenie tego samego MSC, które pełni też funkcję GMSC w ich macierzystej sieci, cała operacja może zostać przeprowadzona za pomocą tej jednej centrali.
Uwaga 3: W sieciach UMTS i w niektórych sieciach GSM zamiast klasycznej centrali MSC wykorzystywany jest MSC Serwer. Różnica pomiędzy nimi związana jest ze sposobem komutacji danych związanych z rozmową (w MSC wykorzystywany jest do tego Group Switch, MSC Serwer używa zewnętrzny Media Gateway, który posiada funkcjonalność przełącznika ATM lub IP), zestawianie połączenia w obu przypadkach przebiega jednak dokładnie tak samo.

## Szczegóły związane z wykorzystaniem sygnalizacji SS7 w sieci szkieletowej
W poprzednich rozdziałach użyto zwrotów takich jak „GMSC kontaktuje się z HLR” lub „przekierować rozmowę do MSC 2". Tego typu operacje przeprowadzane są dzięki mechanizmowi sygnalizacji SS7, który jest zaimplementowany w sieci szkieletowej. Poniżej znajduje się opis zestawiania rozmowy z perspektywy protokołów sygnalizacyjnych użytych do tego celu.

### Wymiana informacji pomiędzy centralami
Centrale cyfrowe używające do komunikacji pomiędzy sobą sieci SS7 wykorzystują protokół ISUP (ang. ISDN User Part) w celu zestawienia połączenia.
Poniżej znajduje się przykład związany z przesyłaniem operacji z wykorzystaniem protokołu ISUP podczas zestawiania połączenia.

1. Abonent próbuje nawiązać połączenie. Operacja Initial Address Message (IAM) (zawierająca między innymi wybrany numer abonenta) jest przesyłana pomiędzy centralami (dzięki analizie B numeru zostają wybrane odpowiednie łącza), aż dotrze do centrali lokalnej obsługującego użytkownika do którego zestawianie jest połączenie.
2. W momencie w którym telefon abonenta którego numer został wybrany zacznie dzwonić, obsługująca go lokalna centrala wyśle w odwrotnym kierunku operacje Address Complete Message (ACM) informującą o tym, że rozmowa może być rozpoczęta, ponieważ zostały już zaalokowane łącza i odpowiednie zasoby central obsługujących to połączenie.
3. W momencie w którym abonent podniesie słuchawkę, w jego centrali lokalnej zostanie wygenerowany Answer Message (ANM), który zostanie przesłany do centrali lokalnej obsługującej abonenta, który zainicjował połączenie. Od tego momentu może być przeprowadzana rozmowa.

Jeśli abonent nie odebrałby połączenia, lub linia byłaby zajęta (rozmawiałby w tym czasie z kimś innym), jego centrala lokalna odpowiedziałaby operacją Release (REL) z parametrem wskazującym na przyczynę nieuzyskania połączenia.
Jeśli połączenie zostanie nawiązane, w momencie gdy jedna ze stron je zakończy, obsługująca ją lokalna centrala wyśle do drugiej centrali operację REL.

### Szczegóły związane z zestawieniem połączenia w sieci mobilnej
1. MSC 1 przesyła numer MSISDN do GMSC w operacji IAM (protokół ISUP).
2. GMSC wysyła operację Send Routing Information (SRI) (protokół Mobile Application Part (MAP)) z otrzymanym wcześniej numerem MSISDN do HLR w celu uzyskania numeru MSRN, który będzie mógł użyć do przekierowania rozmowy do odpowiedniego MSC.
3. HLR sprawdza w swoim rejestrze adres VLR które jest powiązane z MSC obsługującym abonenta o podanym numerze MSISDN, po czym wysyła operacje Provide Roaming Number (PRN) w celu uzyskania numeru MSRN (jako parametr używa numeru IMSI, który jest powiązany z numerem MSISDN – ta informacja znajduje się właśnie w HLR).
4. VLR dla otrzymanego w operacji PRN numeru IMSI (a więc także dla numeru MSISDN, obie informacje o abonencie są przechowywane w rejestrach) wybiera ze swojej puli jeden z wolnych numerów MSRN, przyporządkowuje je sobie na czas zestawiania rozmowy, zwraca ten numer do HLRa w operacji Provide Roaming Number-Result (PRN-Res).
5. HLR odsyła do GMSC informacje o numerze, który powinien być użyty do zestawienia połączenia w operacji Send Routing Information-Result (SRI-Res).
6. GMSC przesyła żądanie nawiązania połączenia do MSC 2 w operacji IAM, która zawiera numer MSRN. MSC 2 dzięki związanemu z nim VLR zamienia numer MSRN na MSISDN użytkownika którego numer wybrano. Poprzez sieć radiową następuje próba zestawienia do niego połączenia.

### Przekierowanie połączenia
Użytkownik może ustawić sobie przekierowanie połączenia (ang. call forwarding) do poczty głosowej lub na inny dowolny numer, np. za pomocą USSD (wysyłając specjalny kod, lub wybierając opcję w swoim telefonie komórkowym). Informacje o ustawionych przekierowaniach dla danego użytkownika przechowywane są w HLR w jego macierzystej sieci, przesyłane są także do VLR powiązanego z MSC na terenie którego abonent w danym momencie się znajduje.
Możliwe są cztery rodzaje przekierowań:
- Przekierowanie bezwarunkowe (ang. Call Forwarding – Unconditional)
- Przekierowanie gdy użytkownik nie odpowiada (ang. Call Forwarding – No Answer)
- Przekierowanie gdy użytkownik jest zajęty (ang. Call Forwarding – Busy)
- Przekierowanie gdy użytkownik jest niedostępny (ang. Call Forwarding – Not Reachable)

#### Wczesne przekierowanie
Wczesne przekierowanie (ang. Early Call Forwarding) następuje wtedy gdy zestawiana rozmowa trafiła do GMSC i nie ma próby zestawienia rozmowy do pierwotnie wybranego numeru, tylko od razu GMSC próbuje zestawić połączenie na nowy numer przechowywany (w rekordzie abonenta do którego próbowano zestawić rozmowę) w HLR. Dzieje się tak, gdy użytkownik ma ustawione Przekierowanie bezwarunkowe na inny numer, lub Przekierowanie gdy użytkownik jest niedostępny (w przypadku gdy wyłączy telefon).
GMSC wysyłając do HLR operację SRI otrzymuje SRI-Res z nowym numerem ustawionym wcześniej przez abonenta jako „numer na który należy przekierować rozmowę”, oraz ze specjalną informacją dzięki której GMSC „wie”, że nie jest to standardowy numer MSRN tylko numer dla którego należy jeszcze raz przeprowadzić operację zestawienia połączenia.

#### Późne przekierowanie
Późne przekierowanie (ang. Late Call Forwarding) następuje wtedy gdy zestawiana rozmowa trafiła do docelowego MSC i nastąpiła próba nawiązania połączenia. Gdy użytkownik pojawia się na obszarze kontrolowanym przez pewne MSC/VLR informacje o ustawionych do niego przekierowaniach przesyłane są z HLR do VLR. Gdy następuje próba zestawienia do niego połączenia poprzez sieć radiową, ale abonent z jakichś powodów nie może go odebrać i ten przypadek jest uwzględniony przez zdefiniowane przez niego wcześniej ustawienia, następuje przekierowanie: w przypadku gdy użytkownik jest zajęty, gdy nie odpowiada i gdy jest niedostępny (ponieważ w danym momencie jest poza zasięgiem).
Docelowe MSC zamiast wysłać operację Release (REL) do sieci (zrobiłoby tak, gdyby nie było przekierowania, próba zestawienia połączenia byłaby zakończona) spróbuje zestawić drugie połączenie na numer przeznaczony do przekierowania. Przypadek ten jest często powodem „przykrych niespodzianek” dla abonentów będących w roamingu, którzy mają ustawione przekierowanie do poczty głosowej. Jeśli są zalogowani do MSC w obcej sieci i np. gdy ktoś dzwoni do nich odpowiednio długo, mimo że oni nie odbierają (a mają ustawione Przekierowanie gdy użytkownik nie odpowiada) może nagrać się na pocztę głosową. W rzeczywistości osoba dzwoniąca płaci tylko za połączenie od swojego MSC do GMSC, MSC osoby będącej w roamingu zestawi tzw. roaming leg do systemu poczty głosowej w jej macierzystej sieci i to ona zapłaci za tę część połączenia.

### Dodatkowe aspekty związane z telefonami działającymi w systemie Pre Paid
W sieci komórkowej, dla każdej zestawionej rozmowy obsługujące ją centrale generują tzw. Call Detail Recordy. Są one przechowywane na dyskach i mogą się (po przetworzeniu przez Billing Center) stać podstawą do wygenerowania rachunku dla abonenta na koniec okresu rozliczeniowego.
Metody tej nie można jednak stosować dla abonentów rozliczających się w systemie Pre Paid, ponieważ opłaty za wykorzystane przez nich usługi muszą być pobierane w czasie rzeczywistym, tak aby nie przekroczyć zgromadzonych na specjalnych kontach środków. Aby rozwiązać ten problem, do obsługi tego typu połączeń wprowadzono specjalny zewnętrzny serwis (bazujący na platformie sieci inteligentnych) zintegrowany z siecią szkieletową GSM/UMTS. Do głównych zadań tego serwisu należy:
- przechowywanie informacji o ilości dostępnych środków na koncie abonenta
- umożliwienie abonentowi doładowanie swojego konta
- w momencie nawiązywania połączenia – sprawdzanie dostępnej ilości zgromadzonych przez abonenta środków i przesyłanie do obsługującej to połączenie centrali informacji o maksymalnym czasie trwania rozmowy (której koszt będzie mógł być pokryty przez środki na koncie)
- po zakończeniu rozmowy – uaktualnienie stanu konta.

Do komunikacji pomiędzy centralami (G)MSC a serwisem Pre Paid wykorzystuje się sieć sygnalizacyjną SS7 i protokoły INAP (Intelligent Network Application Part) i CAP (CAMEL Application Part).
|  | Poniższe opisy pokazują miejsce serwisu Pre Paid w strukturze sieci telekomunikacyjnej i moment w scenariuszu związanym z zestawieniem połączenia w którym serwis wchodzi w interakcję z siecią szkieletową za pomocą protokołów CAP/INAP. W celu zapoznania się z detalami wymiany informacji pomiędzy serwisem a siecią zobacz rozdział poświęcony scenariuszowi związanemu z serwisami Pre Paid w haśle o sieciach inteligentnych. |

#### Użytkownik rozliczający się w systemie Pre Paid inicjuje połączenie
1. Każdy użytkownik rozliczający się w systemie Pre Paid posiada w HLR znajduącym się w jego macierzystej sieci informacje o tym że jego rozmowy muszą być kontrolowane przez odpowiedni serwis.
2. W momencie gdy włącza się do sieci, lub przenosi się na obszar kontrolowany przez nowe MSC, obsługujące go MSC wysyła informacje o tym fakcie do HLR (dzięki temu HLR zna położenie abonenta w postaci numeru obsługującego go MSC), które odsyła do VLR informację o tym że użytkownik zarejestrowany jest w serwisie Pre paid.
3. Gdy użytkownik próbuje zestawić połączenie, obsługujące go MSC dostaje informację z VLR, że ta rozmowa powinna być kontrolowana przez serwis Pre Paid.
4. Zestawianie połączenia zostaje wstrzymane, a kontrola nad nim zostaje przekazana do serwisu Pre Paid w macierzystej sieci abonenta (protokoły CAP/INAP, jeśli użytkownik znajduje się w roamingu używany jest tylko protokół CAP).
5. Serwis sprawdza ilość środków na koncie abonenta i odsyła do sieci informację o maksymalnym czasie w jakim połączenie może być aktywne. Następuje kontynuacja zestawiania połączenia zgodnie ze scenariuszem z rozdziału Szczegóły związane z zestawieniem połączenia w sieci mobilnej.
6. Pomiędzy serwisem a centralą MSC która obsługuje abonenta cały czas jest aktywne połączenie. Jeśli maksymalny czas rozmowy dobiegnie końca, MSC odda sterowanie nad rozmową do serwisu, który wyzeruje konto użytkownika, a do MSC wyśle żądanie natychmiastowego zakończenia rozmowy. Jeśli rozmowa zakończy się przed upływem maksymalnego czasu na który pozwolił serwis, MSC wyśle do niego odpowiednią informację i konto użytkownika będzie odpowiednio zmodyfikowane.

#### Połączenie jest zestawiane do użytkownika rozliczającego się w systemie Pre Paid
Kontrola rozmowy użytkownika telefonu w systemie Pre Paid do którego zestawiono połączenie może wyglądać tak samo jak
w przypadku użytkownika Pre Paid, który zainicjował rozmowę (rozdział powyżej). Oddanie kontroli nad rozmową do serwisu,
następuje jednak w innym miejscu w sieci:
1. gdy rozmowa jest zestawiana, jest przekierowana do GMSC będącego w macierzystej sieci użytkownika, którego numer wybrano.
2. GMSC wysyła operację Send Routing Information (SRI) do HLR.
3. użytkownik systemu Pre Paid ma w swoim rekordzie w HLR informację o tym, że korzysta z tego serwisu. Tym razem HLR zamiast wykonać akcję związaną z pozyskaniem numeru MSRN (porównaj zestawienie rozmowy w rozdziale Szczegóły związane z zestawieniem połączenia w sieci mobilnej) odsyła informację o konieczności oddania kontroli nad zestawianą rozmową do serwisu Pre Paid.
4. GMSC wysyła informację do serwisu (w macierzystej sieci abonenta), ten zachowuje się podobnie jak zostało to opisane w rozdziale powyżej.
5. gdy serwis zwróci kontrolę nad rozmową do GMSC, ten po raz kolejny wyśle operację SRI do HLR, tym razem akcja pozyskania numeru MSRN zostanie przeprowadzona a rozmowa zostanie przekierowana do MSC 2.

Większość operatorów oferuje swoim abonentom bezpłatne połączenia przychodzące w obrębie macierzystej sieci, naliczając opłaty tylko wtedy gdy abonent odbiera połączenie będąc w roamingu. Aby uwzględnić ten fakt dla prawidłowej obsługi abonentów systemu Pre Paid, operatorzy korzystają z jednej z dwóch alternatyw związanych ze współdziałaniem serwisu z siecią szkieletową:
- kontrola nad rozmową przychodzącą do abonenta rozliczającego się w systemie prepaid może być zawsze przekazywana do serwisu. Wraz z przekazaniem kontroli (operacja protokołu INAP/CAP – InitialDP) przesyłany jest też numer VLR obsługującego tego abonenta (w tym przypadku powiązanego z MSC 2). Serwis sprawdza ten numer i decyduje czy jest on na terenie macierzystej sieci czy też nie i na tej podstawie decyduje się na naliczanie bądź zrezygnowanie z naliczania opłaty za połączenie przychodzące.
- Niektórzy dostawcy HLR oferują możliwość takiej konfiguracji, aby informację o tym że abonent do którego zestawiana jest rozmowa jest zarejestrowany w systemie Pre Paid, była zwracana do GMSC tylko wtedy, gdy aktualnie przebywa on w roamingu. Gdy abonent do którego rozmowa jest zestawiana będzie w macierzystej sieci, informacja o systemie Pre Paid nie będzie przesłana do GMSC i serwisowi nie będzie przekazana kontrola nad zestawiana rozmową, w konsekwencji nie dojdzie do naliczenia opłat.

## Wpływ usługi związanej z „przenoszeniem numeru” pomiędzy operatorami
Dodatkowy wpływ na zestawianie połączenia ma usługa „Przenoszenia numeru pomiędzy operatorami” (Mobile Number Portability). Abonent może zakupić subskrypcję u jednego operatora będącego właścicielem pewnego zakresu numerów, a po pewnym czasie podpisać umowę z innym operatorem zachowując stary numer. Problemy techniczne związane z przekierowaniem rozmowy do właściwej sieci rozwiązuje się za pomocą jednej z dwóch metod:
- metoda oparta na platformie sieci inteligentnych
- metoda związana z użyciem elementu infrastruktury telekomunikacyjnej nazywanego Flexible Number Register (FNR).

### Sieci Inteligentne
1. Tak jak w zwykłym przypadku, rozmowa jest przekierowywana na podstawie numeru MSISDN do GMSC należącego do operatora, który jest właścicielem zakresu numerów obejmującego wybrany numer MSISDN.
2. Jeśli właściciel tego numeru przeniósł się z nim do innej sieci, HLR należący do sieci będącej właścicielem zakresu numerów obejmujących ten MSISDN już nie jest jego macierzystym HLRem i na zapytanie wysłane z GMSC odpowie informacją o tym, że nie ma rekordu związanego z tym, użytkownikiem.
3. GMSC może być skonfigurowane tak, aby informacja opisana w punkcie 2) uruchomiła połączenie z odpowiednim serwisem na platformie sieci inteligentnych, który posiada bazę danych abonentów tej sieci, którzy przenieśli się z numerami do innych operatorów.
4. Serwis zwróci odpowiednio zmodyfikowany numer, który pozwoli przekierować rozmowę do GMSC należącego do nowej, macierzystej sieci użytkownika.
5. To nowe GMSC zestawi połączenie w opisany we wcześniejszych rozdziałach sposób.

### Flexible Number Register
1. Tak jak w zwykłym przypadku, rozmowa jest przekierowywana na podstawie numeru MSISDN do GMSC należącego do operatora, który jest właścicielem zakresu numerów obejmującego wybrany numer MSISDN. Tym razem GMSC zamiast wysyłać operację SRI do HLR, wysyła ją do FNR.
2. FNR sprawdza w swojej bazie, czy dany abonent nadal jest klientem tego operatora. Jeśli tak, operacja SRI jest forwardowana do HLR i dalej zestawianie połączenia następuje według standardowego scenariusza.
3. Jeśli FNR znajdzie informację w swojej bazie danych, że dany abonent przeniósł swoją subskrypcję do innego operatora, zmodyfikuje numer MSISDN zwróci go do GMSC, które przekieruje rozmowę do GMSC w nowej, macierzystej sieci użytkownika.
4. To nowe GMSC zestawi połączenie w opisany we wcześniejszych rozdziałach sposób.